# Jingle (protocol)

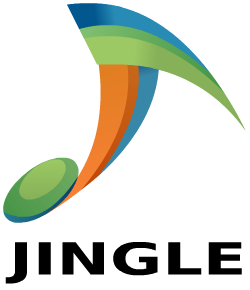
Voorgesteld Jingle logo

Jingle is een uitbreiding voor het XMPP-protocol waardoor peer-to-peer-signalling voor multimediatoepassingen zoals spraak of video mogelijk worden. Het werd ontworpen door Google en de XMPP Standards Foundation. De multimediainhoud zelf kan verzonden worden met Real-time transportprotocol en Interactive Connectivity Establishment (ICE) voor NAT traversal.
De programmeerbibliotheek libjingle, die gebruikt wordt in Google Talk, werd vrijgegeven onder een BSD-licentie.

## Ondersteuning
- Coccinella
- Google Talk
- Jabbin (2.0 beta2)
- Kopete (0.12)
- Talkonaut, voor gsm's
- Tapioca
- Telepathy Gabble